# Containment Nu
Containment Nu is een Nederlands burgerplatform dat in 2020 is opgericht door Jaap Stronks en Michael Blok. Het heeft tot doel de uitbraak van COVID-19 zoveel mogelijk in te dammen en de in haar ogen negatieve gevolgen van het Nederlandse kabinetsbeleid te beperken voor groepen die bijzonder hard getroffen worden. Sinds juli 2020 streeft Containment Nu expliciet naar een Zero Covid beleid waarbij gestreefd wordt naar zo min mogelijk infecties.
De activisten van het platform zijn in de media bekend vanwege acties als de herdenking van de Corona-slachtoffers op 6 augustus 2020, de demonstratie voor indammen van 12 september 2020 en de "Ik wil die prik"-actie bij het centrale vaccinmagazijn in Oss op 4 januari 2021. Ook richtte Vicky van der Togt, prominent lid van Containment Nu, de internationale Zero Covid Alliance op.
In oktober 2020 werden de activiteiten van de actiegroep Containment Nu voortgezet vanuit de Stichting Protect EveryBody, met als bestuurders Michael Blok, Jaap Stronks en Vicky van der Togt. Deze stichting startte in samenwerking met andere burgergroepen zoals GeenDorHout na haar oprichting een rechtszaak tegen de Nederlandse Staat om het onderwijs in Nederland veiliger te maken voor leerlingen, leraren en ouders.